# Villalengua
Villalengua è un comune spagnolo di 414 abitanti situato nella comunità autonoma dell'Aragona.